# Alexander Zellhofer
Alexander Zellhofer (* 13. Mai 1994 in Linz) ist ein ehemaliger österreichischer Fußballspieler und nunmehriger -trainer.

## Karriere

### Als Spieler
Zellhofer begann seine Karriere beim ASKÖ Pasching. Ab der Saison 2007/08 spielte er dann beim Nachfolgeverein FC Pasching. Zur Saison 2011/12 rückte er in den Kader der zweiten Mannschaft des Regionalligisten, für die zu sieben Einsätzen in der sechstklassigen Bezirksliga kam. Zur Saison 2012/13 wechselte er zum achtklassigen ASKÖ Oedt. In einem halben Jahr bei Oedt kam er zu sieben Einsätzen in der 2. Klasse. Nach einer mehrjährigen Auszeit schloss er sich zur Saison 2016/17 dem siebtklassigen ASKÖ Leonding an. In eineinhalb Jahren in Leonding kam er zu 18 Einsätzen in der 1. Klasse. Nach der Herbstsaison 2017/18 beendete er schließlich verletzungsbedingt seine Karriere als Aktiver.

### Als Trainer
Bereits während seiner Zeit in Leonding fungierte Zellhofer als Jugendtrainer. Im Jänner 2018 wurde er Co-Trainer bei der zweiten Mannschaft seines Ex-Klubs ASKÖ Oedt. Zur Saison 2018/19 übernahm er die Reserve des fünftklassigen First Vienna FC. Zur Saison 2020/21 wurde er Cheftrainer der mittlerweile viertklassigen ersten Mannschaft der Wiener. Die Vienna führte er in seiner ersten Saison zum Meistertitel in der Wiener Stadtliga und zum damit verbundenen Aufstieg in die Regionalliga Ost. In der Saison 2020/21 fungierte er zudem im April 2021 kurzzeitig als Co-Trainer seines Vaters beim SKN St. Pölten. In der Regionalliga Ost wurde die Vienna in der Saison 2021/22 dann ebenfalls prompt Meister und stieg so unter Zellhofers Führung direkt in die 2. Liga auf.
Die Aufstiegssaison beendete die Vienna auf dem siebten Tabellenrang. Im März 2024 trennten sich die Döblinger von Zellhofer, die Vienna lag zu diesem Zeitpunkt nach 20 Spielen auf dem neunten Platz.
Nach dem überraschenden Abgang von Kurt Russ zum deutschen Frauen-Bundesligisten Turbine Potsdam bemühte sich Vereinspräsident und Mäzen Franz Grad im Oktober 2024 um die Verpflichtung von Georg Zellhofer. Nachdem dieser jedoch abgesagt hatte, fand man bis Jahresende mit Alexander Zellhofer eine Interimslösung. Mitte April 2025 – sein Vater war mittlerweile Sportdirektor der Oedter – übernahm Alexander Zellhofer erneut die interimistische Leitung des Regionalligisten.
Zur Saison 2025/26 wurde er Co-Trainer von Gerald Scheiblehner beim Schweizer Erstligisten Grasshopper Club Zürich.

## Persönliches
Sein Vater Georg (* 1960) war ebenfalls Fußballspieler und später -trainer, seine Schwester Alina (* 1987) ist Sportmoderatorin beim ORF.